# Zombieland
Zombieland (titulada: Bienvenidos a Zombieland en España y Tierra de Zombis en Hispanoamérica) es una película de comedia estadounidense de zombis escrita por Paul Wernick y Rhett Reese, y dirigida por Ruben Fleischer. Fue producida por Columbia Pictures, distribuida por Sony Pictures, y se estrenó el 2 de octubre del año 2009 en EE. UU., una semana antes de lo previsto; y El 25 de diciembre de 2009 en España.

## Argumento
La película se ambienta en Estados Unidos en un mundo posapocalíptico donde un apocalipsis zombi ha estallado debido al contagio por una variación humana de la enfermedad de las vacas locas.
La película empieza con un estudiante de universidad con pocas dotes sociales y aficionado al World of Warcraft que se dirige hacia Columbus, Ohio, para ver si sus padres se encuentran con vida, pero pierde su coche en un accidente y comienza a andar encontrándose por el camino a un cazador de muertos vivientes cuya única determinación en su vida es lograr tener el máximo número de Twinkies. El cazador le dice que no se den sus verdaderos nombres para  encariñarse: como el estudiante viaja hacia Columbus, asume ese nombre; como el cazador va hacia Tallahassee, Columbus empieza a llamarle así. Viajan ellos dos solos, pero al parar en un supermercado se encuentran con dos hermanas, Wichita y Little Rock, que les roban el coche junto con el armamento; aunque posteriormente en un pueblo encuentran un Hummer lleno de armas, al fondo aparece un M1A2 Abrams y un humvee, indicando que el ejército intentó detenerlos pero cayeron. Más adelante se vuelven a encontrar con las chicas, quienes intentan de nuevo robarles el coche, pero Columbus sugiere que viajen juntos, cosa que terminan haciendo.
Columbus le cuenta a Wichita que va hacia Columbus, pero cuando ella comenta que la ciudad ha sido reducida a cenizas, él se da cuenta de que ya no tiene familia a la que acudir. Por ello, decide permanecer con el grupo. Wichita le cuenta que está llevando a Little Rock a «Pacific Playland» en Los Ángeles, un parque de atracciones que se rumorea está libre de zombis.
De camino al parque, pasan por Hollywood y Tallahassee decide llevarlos a la mansión de Bill Murray. Tallahassee y Wichita se encuentran con el propio Murray sin infectar, pero caracterizado de zombi para poder pasar desapercibido entre estos. Little Rock no conoce a Bill Murray, así que junto con Columbus ambos se ponen a ver la película Los cazafantasmas en la sala de cine de Murray. Este decide entrar para asustar a Columbus y Little Rock, pero Columbus cree que es un zombi y lo mata. 
Al principio de la amistad entre Tallahassee y Columbus, el primero comenta que "unos zombis habían matado a su «cachorro»", por lo que Columbus cree que los zombis habían matado a su perro; pero después del funeral de Bill Murray, Columbus se da cuenta de que se refería a su hijo. Mientras tanto Wichita comienza a sentir algo por Columbus, y como no le gusta esa sensación huye con Little Rock a «Pacific Playland». Columbus decide ir tras ellas y Tallahassee se le une en uno de los coches de Murray.
Wichita y Little Rock llegan a «Pacific Playland» y encienden todas las atracciones atrayendo a todos los zombis cercanos. Comienza una batalla en la que las hermanas acaban montadas en una atracción de caída libre y con poca munición. Tallahassee y Columbus llegan justo cuando esta se les está agotando. Tallahassee atrae a la mayoría de los zombis y los asesina, mientras que Columbus salva a las chicas. Tras esto, Columbus se da cuenta de que este grupo es la única familia y los cuatro salen de «Pacific Playland» juntos, no sin que antes Tallahassee disfrute al fin de un Twinkie de crema.

### Lista de normas de supervivencia
A lo largo de la película existe un gag recurrente: una lista de normas de supervivencia inventadas por Columbus que le ayudan a sobrevivir. Esas normas aparecen escritas y formando parte del escenario cuando Columbus las emplea. Hacia el final de la película son treinta y dos reglas, aunque solo algunas de ellas son mencionadas en la película. En los tráileres previos al estreno las normas llevaban otro orden.
 Algunas de las normas son:
1.  Cardio - Ejercicios aeróbicos.

2. Mata y remata/Rematar.

3. Cuidado con los baños.

4. Usa cinturón de seguridad.

6. Sartén de hierro fundido.

7. Viaja ligero. Además de pocas cosas se refiere a viajar solo.

8. Pégate a un tipo duro (Columbus crea esta regla y anula la anterior al conocer a Tallahassee).

12. Toallas de papel Bounty.

15. Bola de bolos.

17. No seas un héroe, cambiado hacia el final de la película por Sé un héroe (Cuando Columbus se enfrenta a los zombis para rescatar a Wichita y Little Rock enfrentándose además a su fobia a los payasos.)

18. Entrar en calor (Precalienta).

19. Bolsas Ziploc. 

21. Evita los clubes de strip-tease (Aparece en un póster)

22. Por tu vida, asegura la salida.

29. El sistema de compañeros.

31. Revisa el asiento de atrás (es añadida por Columbus al estar a punto de morir por no hacerlo).

32. Disfruta de las pequeñas cosas, aunque eso signifique destruir muchas cosas (la añade inspirado por Tallahassee.)

33. La navaja suiza.

34. Calcetines limpios.

48. Higiene.

49. Siempre ten copias de seguridad.

## Reparto
- Woody Harrelson como Tallahassee.
- Jesse Eisenberg como Columbus.
- Emma Stone como Wichita/Crystal.
- Abigail Breslin como Little Rock.

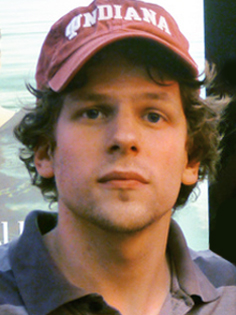
Jesse Eisenberg interpreta a Columbus.

- Amber Heard como 406, la vecina de Columbus.
- Bill Murray como él mismo.
- Mike White como el propietario de la gasolinera.
- Derek Graf como zombi payaso.

Los personajes no usan sus nombres verdaderos. En lugar de ello, se identifican por el nombre de una ciudad o, en el caso de la vecina de Columbus, por el número de habitación. Wichita es la única que menciona su verdadero nombre, Crystal, al final antes de besar a Columbus.

## Producción

### Guion
Los escritores Rhett Reese y Paul Wernick desarrollaron la trama original en 2005 tras unos cuantos años con la idea rondándoles la cabeza y pensada como episodio piloto para la televisión. En este, los protagonistas se llamaban Flagstaff, Albuquerque y Stillwater en lugar de Columbus, Tallahassee y Little Rock.
El director Ruben Fleischer les ayudó a adaptar el guion al formato de película aportando la idea del parque de atracciones.
Las primeras versiones del guion contaban con la aparición de Joe Pesci, Mark Hamill, Dwayne Johnson, Kevin Bacon, Jean-Claude Van Damme, Matthew McConaughey o Patrick Swayze o Sylvester Stallone en lugar de Bill Murray.

### Filmación y diseño
El rodaje comenzó en febrero de 2009 en Valdosta, Georgia, en el parque de atracciones Wild Adventures Water & Theme Park, y continuó por otras localizaciones de Georgia. Zombieland fue filmado en digital durante cuarenta y un días.
El diseño de los zombis estuvo a cargo del especialista en maquillaje de efectos especiales Tony Gardner.
Gardner dijo que estaba deseoso de participar en la película con el debutante Ruben Fleischer, quien le dio libertad completa para crear los zombis. "Estamos tratando de ser muy realistas e intentando equilibrar la cantidad justa de terror con las escenas cómicas."
El director de casting de Zombieland describe a los zombis de la siguiente manera: 

Seres infectados y feroces que se mueven erráticamente. Están enfermos, no muertos. No son los zombis de las películas de George Romero sino como los de 28 Days Later. Ponen los pelos de punta, son repugnantes y asquerosos.

Harrelson eligió personalmente el vestuario de su personaje. "Nunca he trabajado tanto y tan duro en un vestuario", dice Harrelson. "Lo que lleva puesto representa todo lo que es. Te has de hacer una idea completa de él desde el primer momento en que lo veas. Así que cogí los collares, las gafas y el sombrero. El sombrero sobre todo es lo que le hace creíble. Tallahassee es real y lleva un bonito sombrero."

## Recepción

### Crítica
La película recibió buena prensa por parte de los críticos. En Rotten Tomatoes tiene un 90% de aprobación, con una calificación promedio de 7.3 sobre 10, Metacritic da un 73 sobre 100, el The Boston Globe también lo alaba, el periódico Los Angeles Times ensalzaba al director por equilibrar el ingenio con la sangre, así como el diario USA Today, Entertainment Weekly y la revista Time que afirma que no solo es una buena película de zombis sino que es una buena película. En España también recibió buenas críticas tanto en Fotogramas como en El País.
Aunque también tuvo opiniones en contra como el periódico The New York Times que se refirió a ella como una película sin trama que solo era una sucesión de gags o en España páginas como LaButaca.net.

### Recaudación
La película se ha convertido en un éxito comercial ganando más de 60,8 millones de dólares en diecisiete días en Estados Unidos, sobrepasando al remake de Dawn of the Dead como la película más taquillera de zombis.

### Premios
Zombieland ganó el Gran Premio del Público El Periódico de Catalunya en la edición del año 2009 del Festival de Cine de Sitges.

## Estrenos
| País                                                                          | Fecha de estreno                   |
| ----------------------------------------------------------------------------- | ---------------------------------- |
| Alemania                                                                      | Jueves 10 de diciembre de 2009     |
| Argentina                                                                     | Jueves 28 de enero de 2010         |
| Aruba                                                                         | Miércoles 30 de septiembre de 2009 |
| Australia                                                                     | Jueves 3 de diciembre de 2009      |
| Austria                                                                       | Viernes 11 de diciembre de 2009    |
| Baréin                                                                        | Jueves 26 de noviembre de 2009     |
| Belice · Costa Rica · El Salvador · Guatemala · Honduras · Nicaragua · Panamá | Viernes 15 de enero de 2010        |
| Bolivia                                                                       | Jueves 7 de enero de 2010          |
| Brasil                                                                        | Viernes 29 de enero de 2010        |
| Bulgaria                                                                      | Viernes 20 de noviembre de 2009    |
| Chile                                                                         | Viernes 1 de enero de 2010         |
| Colombia                                                                      | Viernes 15 de enero de 2010        |
| Croacia                                                                       | Jueves 26 de noviembre de 2009     |
| Curazao                                                                       | Jueves 1 de octubre de 2009        |
| Dinamarca                                                                     | Viernes 23 de octubre de 2009      |
| Ecuador                                                                       | Viernes 8 de enero de 2010         |
| Egipto                                                                        | Miércoles 6 de enero de 2010       |
| Emiratos Árabes Unidos                                                        | Jueves 3 de diciembre de 2009      |
| Eslovaquia                                                                    | Jueves 10 de diciembre de 2009     |
| Eslovenia                                                                     | Jueves 3 de diciembre de 2009      |
| España                                                                        | Viernes 25 de diciembre de 2009    |
| Estados Unidos · Canadá                                                       | Viernes 2 de octubre de 2009       |
| Estonia                                                                       | Viernes 2 de octubre de 2009       |
| Filipinas                                                                     | Viernes 8 de enero de 2010         |
| Finlandia                                                                     | Viernes 15 de enero de 2010        |
| Francia                                                                       | Miércoles 25 de noviembre de 2009  |

| País                | Fecha de estreno                  |
| ------------------- | --------------------------------- |
| Ghana               | Viernes 4 de diciembre de 2009    |
| Grecia              | Jueves 10 de diciembre de 2009    |
| Hungría             | Miércoles 25 de noviembre de 2009 |
| India               | Viernes 19 de febrero de 2010     |
| Indonesia           | Miércoles 9 de diciembre de 2009  |
| Islandia            | Miércoles 25 de noviembre de 2009 |
| Israel              | Jueves 3 de diciembre de 2009     |
| Italia              | Viernes 18 de junio de 2010       |
| Japón               | Sábado 24 de julio de 2010        |
| Jordania            | Miércoles 2 de diciembre de 2009  |
| Letonia             | Viernes 11 de diciembre de 2009   |
| Líbano              | Jueves 3 de diciembre de 2009     |
| Lituania            | Viernes 4 de diciembre de 2009    |
| Malasia             | Jueves 10 de diciembre de 2009    |
| México              | Viernes 8 de enero de 2010        |
| Nigeria             | Viernes 4 de diciembre de 2009    |
| Noruega             | Viernes 23 de octubre de 2009     |
| Nueva Zelanda       | Jueves 3 de diciembre de 2009     |
| Omán                | Jueves 3 de diciembre de 2009     |
| Perú                | Viernes 1 de enero de 2010        |
| Polonia             | Viernes 4 de diciembre de 2009    |
| Portugal            | Jueves 10 de diciembre de 2009    |
| Catar               | Jueves 3 de diciembre de 2009     |
| Reino Unido Irlanda | Viernes 30 de octubre de 2009     |
| República Checa     | Jueves 19 de noviembre de 2009    |
| Rumania             | Viernes 11 de diciembre de 2009   |
| Rusia               | Jueves 8 de octubre de 2009       |
| Serbia y Montenegro | Jueves 26 de noviembre de 2009    |
| Singapur            | Jueves 3 de diciembre de 2009     |
| Sudáfrica           | Viernes 20 de noviembre de 2009   |
| Suecia              | Viernes 23 de octubre de 2009     |
| Suiza               | Miércoles 25 de noviembre de 2009 |
| Taiwán              | Miércoles 30 de diciembre de 2009 |
| Turquía             | Viernes 25 de diciembre de 2009   |
| Ucrania             | Jueves 3 de diciembre de 2009     |
| Uruguay             | Viernes 15 de enero de 2010       |
| Venezuela           | Viernes 29 de enero de 2010       |
| Vietnam             | Viernes 4 de diciembre de 2009    |

## Secuela
Debido al éxito de la película, los guionistas Rhett Reese y Paul Wernick planearon una posible secuela, con nuevas ideas. "Nos encantaría, y todo el mundo que está envuelto creativamente quiere hacer otra más" dijo Wernick, y añadió "Woody Harrelson se acercó a nosotros, nos dio un gran abrazo y dijo, nunca he querido hacer una secuela en ninguna de mis películas... hasta ahora". Wernick comentó que planeaba traer de vuelta a Jesse Eisenberg, Emma Stone y Abigail Breslin junto con el director Ruben Fleischer.
En julio de 2011, Jesse Eisenberg dijo que no estaba "seguro de lo que estaba pasando" con la secuela, pero que los escritores estaban trabajando en un guion para Zombieland 2. Eisenberg expresó su preocupación de que una secuela ya no sería "relevante".
En febrero de 2016, se anunció que Reese y Wernick estaban escribiendo la secuela. En agosto de 2016, Reese y Wernick confirmaron que estaban trabajando en Zombieland 2 y se reunieron con Woody Harrelson para hablar sobre la película, mientras afirmaban que "todo el reparto está bastante emocionado".
En marzo de 2017, se reveló que el guion de Zombieland 2 se había completado.
Finalmente Zombieland: Double Tap fue estrenada en 2019 con los mismos cuatro intérpretes protagonistas y el mismo director.